# Doliocarpus
Doliocarpus es un género con 190 especies de plantas perteneciente a la familia Dilleniaceae. Comprende 101 especies dexcritas y de estas, solo 54 aceptadas. Se distribuyen por América tropical, principalmente en Amazonia.

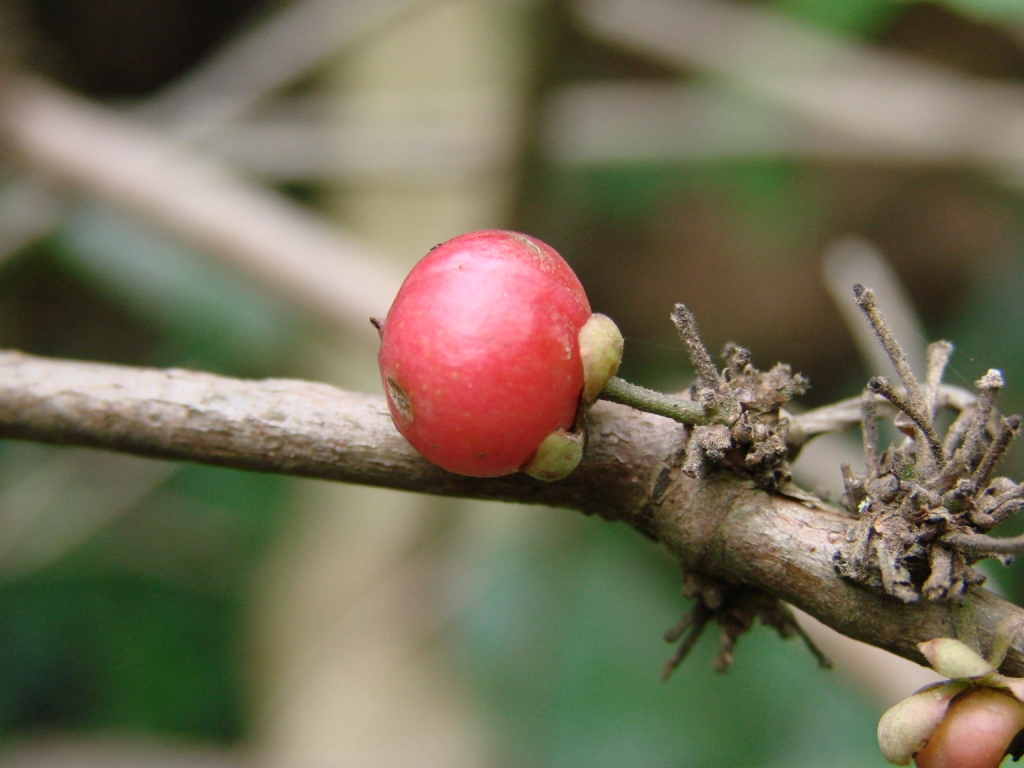
Doliocarpus brevipedicellatus

## Descripción
Son lianas o arbustos escandentes; plantas hermafroditas. Tiene las hojas lisas, pubescentes con tricomas simples, dentadas a subenteras; con pecíolos angostamente alados. Inflorescencias paniculadas o fasciculadas, axilares y con pocas a muchas flores; sépalos (3–) 4–6, desiguales; pétalos 2–5, obovados; estambres numerosos; carpelo 1, unilocular, óvulos 2, anátropos, estilo terminal, estigma peltado. Frutos abayados, dehiscentes o indehiscentes, globosos; semillas 1–2, ariladas.

## Usos
Estos bejucos son famosos en la vida de la selva, pues cortándolos, la parte superior deja escapar gran cantidad de agua fresca con que mitigar la sed. Esta agua se conserva sin fermentar ni dañarse hasta ocho horas y es muy saludable como diurético. La corteza de estos bejucos es astringente y febrífuga, diurética y laxante. Los frutos se teme que sean venenosos. (E. Pérez).

## Taxonomía
El género fue descrito por Daniel Rolander y publicado en Kongliga Svenska Vetenskaps Academiens Handlingar 17: 260–261. 1756.

## Especies aceptadas
A continuación se brinda un listado de las especies del género Doliocarpus aceptadas hasta octubre de 2014, ordenadas alfabéticamente. Para cada una se indica el nombre binomial seguido del autor, abreviado según las convenciones y usos.	
- Doliocarpus amazonicus Sleumer
- Doliocarpus aracaensis Aymard
- Doliocarpus areolatus Kubitzki
- Doliocarpus aureobaccatus Aymard
- Doliocarpus aureobaccus G.A. Aymard
- Doliocarpus brevipedicellatus Garcke
- Doliocarpus carnevaliorum Aymard
- Doliocarpus chocoensis Aymard
- Doliocarpus dasyanthus Kubitzki
- Doliocarpus dentatus (Aubl.) Standl.
- Doliocarpus dressleri Aymard
- Doliocarpus elegans Eichler
- Doliocarpus elliptifolius Kubitzki
- Doliocarpus foreroi Aymard
- Doliocarpus gentryi Aymard & J.Mill.
- Doliocarpus glomeratus Eichler
- Doliocarpus gracilis Kubitzki
- Doliocarpus grandiflorus Eichler
- Doliocarpus guianensis (Aubl.) Gilg
- Doliocarpus herrerae Pérez Camacho
- Doliocarpus hispidobaccatus Aymard
- Doliocarpus hispidus Standl. & L.O.Williams
- Doliocarpus humboldtianus Aymard
- Doliocarpus kubitzkii Aymard
- Doliocarpus lancifolius Kubitzki
- Doliocarpus leiophyllus Kubitzki
- Doliocarpus liesneri Aymard
- Doliocarpus lombardii Aymard
- Doliocarpus lopez-palacii Aymard
- Doliocarpus macrocarpus Mart. ex Eichler
- Doliocarpus magnificus Sleumer
- Doliocarpus major J.F.Gmel.
- Doliocarpus multiflorus Standl.
- Doliocarpus nitidus (Triana) Triana & Planch.
- Doliocarpus novogranatensis Kubitzki
- Doliocarpus olivaceus Sprague & R.O.Williams ex G.E.Hunter
- Doliocarpus ortegae Aymard
- Doliocarpus paraensis Sleumer
- Doliocarpus paucinervis Kubitzki
- Doliocarpus pipolyi Aymard
- Doliocarpus prancei Kubitzki
- Doliocarpus pruskii Aymard
- Doliocarpus sagolianus Kubitzki
- Doliocarpus savannarum Sandwith
- Doliocarpus schottianus Eichler
- Doliocarpus schultesianus Aymard
- Doliocarpus sellowianus Eichler
- Doliocarpus sessiliflorus Mart.
- Doliocarpus spatulifolius Kubitzki
- Doliocarpus spraguei Cheesman
- Doliocarpus subandinus Aymard
- Doliocarpus triananus Aymard
- Doliocarpus validus Kubitzki
- Doliocarpus verruculosus Kubnzki

## Nombres comunes
“Bejuco tome” (Libro Plantas útiles de Colombia).

## Fuente
- Pérez Arbeláez, Enrique (1996). Plantas útiles de Colombia. (quita edición. edición). Bogotá,  COLOMBIA.